# Зимбабвийско-польские отношения
Зимбабвийско-польские отношения — двусторонние дипломатические отношения между Зимбабве и Польшей. Государства являются членами Всемирной торговой организации и Организации Объединённых Наций.

## История
В апреле 1939 года в Солсбери было открыто почётное консульство Польши, которое в 1943 году получило статус генерального консульства и закрылось в 1945 году.
Во время Второй мировой войны (1939—1945) польские беженцы, прибывшие из Советского Союза, были размещены в Южной Родезии, в основном в Русапе и Марондере. По состоянию на декабрь 1944 года их общее количество составляло 1437 человек. После окончания Второй мировой войны, в 1946 году, все поляки Южной Родезии были переселены в Гатуму из других лагерей беженцев. В Гатуме было открыто отделение по репатриации, и 1319 поляков были репатриированы в Европу, 500 были переселены в Танганьику, за исключением примерно 120 человек, которые остались в Южной Родезии.
В 1981 году были установлены двусторонние дипломатические отношения между Польской Народной Республикой и независимым государством Зимбабве. В 1993 году в Хараре было подписано Соглашение об избежании двойного налогообложения.

## Дипломатические представительства
- Интересы Зимбабве в Польше представлены через посольство в Берлине[6];
- Интересы Польши в Зимбабве представлены через посольство в Претории, а в Хараре имеется почётное консульство[7].